# Чорноморець Юрій Павлович
Юрій Павлович Чорноморець (нар.26 квітня 1974, Київ) — доктор філософських наук, публіцист і експерт з церковних питань, професор кафедри богослов'я та релігієзнавства НПУ ім. Драгоманова, український релігієзнавець і філософ.

## Життєпис
Народився в Києві.
Мати — поетеса і літературознавиця Диба Алла Георгіївна, дівоче прізвище — Гоцик, чоловіком якої був інженер-хімік Павло Диба.
Походить із роду українських священиків, останній із яких — протоієрей Микола Радецький.
2016 року перейшов з УПЦ МП до УГКЦ, 14 жовтня 2018 — до УПЦ КП та згодом до ПЦУ.

### Освіта та наукова діяльність
1997 — закінчив філософський факультет Національного університету ім. Шевченка із дипломною роботою на тему «Метафізика грецької патристики».
2002 — захистив кандидатську дисертацію (із спеціальності 09.00.05 — історія філософії) на тему «Антропологія східної патристики».
З 2005 року — доцент кафедри філософії та політології, Національний університет державної податкової служби України.
2011 — захистив докторську дисертацію (із спеціальності 09.00.11 — релігієзнавство) на тему: «Еволюція візантійського неоплатонізму».
З 2012 року — професор кафедри культурології Педагогічного університету ім. Драгоманова.
З вересня 2018 року — професор кафедри богослов'я та релігієзнавства Педагогічного університету ім. Драгоманова.
Голова спеціалізованої вченої ради Д 26.053.21 у НПУ із захисту кандидатських і докторських дисертацій із спеціальностей 09.00.14 — богослов'я та 09.00.11 — релігієзнавство.
Член комісії Міністерства освіти і науки України Комісії з державного визнання документів про наукові ступені та вчені звання, отримані у вищих духовних закладах.
З 2012 року — член редколегії філософського журналу «Sentetiae», редактор спеціальних випусків журналу «Філософська думка» (спільно із журналом «Sentetiae») на теми: «Антична і середньовічна філософія» (2010), «Теологія і філософія релігії» (2011), «Християнська теологія і сучасна філософія» (2012), «Перспективи філософії та теології» (2013). Член редколегії філософського журналу «Схід». Член редколегії наукового журналу «Освітній дискурс».
Член Експертної ради Державної служби України з етнополітики та свободи совісті з 2013 року.
Як волонтер, займається збором коштів на закупівлю спорядження для снайперів.

## Праці

### Монографія

Ю. П. Чорноморець. Візантійський неоплатонізм (2010)

- Чорноморець Ю. П. Візантійський неоплатонізм від Діонісія Ареопагіта до Геннадія Схоларія / Юрій Чорноморець. Серія «Діалог традицій» (спільний проект видавництва «Дух і літера», Асоціації «Духовне відродження» та Донецького християнського університету). К.: Дух і літера, 2010. — 568 с.